# كريس كون
كريس كون (بالإنجليزية: Chris Conn)‏ هو متسابق دراجات نارية بريطاني. نافس في سباقات بطولة العالم لفئة 500 سي سي ولفئة 350 سي سي ولفئة 50 سي سي. كما شارك في كأس جزيرة مان السياحية.